# Norwegische Meisterschaften im Biathlon 2006
Die Norwegischen Meisterschaften im Biathlon 2006 fanden zwischen dem 29. März und dem 2. April 2006 in Trondheim im Saupstad Skisenter statt.

## Männer

### Einzel (20 km)
| Platz | Starter              | Zeit  | Schießfehler |
| ----- | -------------------- | ----- | ------------ |
| 1     | Ole Einar Bjørndalen | 52:48 | 1            |
| 2     | Stian Eckhoff        | 53:16 | 2            |
| 3     | Halvard Hanevold     | 53:19 | 0            |
| 4     | Egil Gjelland        | 55:05 | 1            |
| 5     | Emil Hegle Svendsen  | 57:25 | 4            |
| 6     | Frode Bukkvoll       | 57:32 | 2            |

Start: 29. März 2006

### Sprint (10 km)
| Platz | Starter                | Zeit  | Schießfehler |
| ----- | ---------------------- | ----- | ------------ |
| 1     | Stian Eckhoff          | 26:41 | 0+1          |
| 2     | Ole Einar Bjørndalen   | +0:12 | 1+1          |
| 3     | Frode Andresen         | +0:42 | 1+1          |
| 4     | Emil Hegle Svendsen    | +0:55 | 0+2          |
| 5     | Håkon Andersen         | +1:17 | 0+1          |
| 6     | Sveinung Hestad Strand | +1:42 | 2+0          |

Start: 31. März 2006

### Massenstart (15 km)
| Platz | Starter                | Zeit  | Schießfehler |
| ----- | ---------------------- | ----- | ------------ |
| 1     | Ole Einar Bjørndalen   | 40:31 | 3+1+1+0      |
| 2     | Magne Thorleif Rønning | +0:14 | 1+0+2+0      |
| 3     | Stian Eckhoff          | +0:35 | 0+1+0+2      |
| 4     | Emil Hegle Svendsen    | +1:12 | 0+2+1+1      |
| 5     | Frode Andresen         | +1:14 | 1+0+3+1      |
| 6     | Tor Halvor Bjørnstad   | +1:24 | 0+0+2+2      |

Start: 1. April 2006

## Frauen

### Einzel (15 km)
| Platz | Starter              | Zeit  | Schießfehler |
| ----- | -------------------- | ----- | ------------ |
| 1     | Linda Tjørhom        | 47:13 | 0            |
| 2     | Tora Berger          | 50:44 | 3            |
| 3     | Kari Henneseid Eie   | 52:22 | 2            |
| 4     | Liv Grete Poirée     | 52:47 | 7            |
| 5     | Solveig Rogstad      | 53:01 | 2            |
| 6     | Ann Kristin Flatland | 53:16 | 3            |

Start: 29. März 2006

### Sprint (7,5 km)
| Platz | Starter            | Zeit  | Schießfehler |
| ----- | ------------------ | ----- | ------------ |
| 1     | Liv Grete Poirée   | 25:18 | 0+0          |
| 2     | Tora Berger        | +1:24 | 1+0          |
| 3     | Linda Tjørhom      | +1:29 | 0+3          |
| 4     | Jori Mørkve        | +2:02 | 0+0          |
| 5     | Kari Henneseid Eie | +2:04 | 0+1          |
| 6     | Borghild Ouren     | +2:59 | 1+2          |

Start: 31. März 2006

### Massenstart (12,5 km)
| Platz | Starter              | Zeit  | Schießfehler |
| ----- | -------------------- | ----- | ------------ |
| 1     | Liv Grete Poirée     | 41:06 | 1+1+0+0      |
| 2     | Tora Berger          | +1:40 | 1+1+0+1      |
| 3     | Liv Kjersti Eikeland | +1:44 | 0+0+0+1      |
| 4     | Borghild Ouren       | +2:57 | 0+0+1+2      |
| 5     | Kari Henneseid Eie   | +3:08 | 0+0+1+2      |
| 6     | Berit Nordstad       | +3:27 | 1+0+0+1      |

Start: 1. April 2006